# Discocyrtulus marginalis
Discocyrtulus marginalis is een hooiwagen uit de familie Gonyleptidae.